# Paragomphus lindgreni
Paragomphus lindgreni – gatunek ważki z rodziny gadziogłówkowatych (Gomphidae).